# Všečkaj. Deli. Sledi.
Všečkaj. Deli. Sledi. (izviren angleški naslov: Like. Share. Follow.) je ameriška psihološka grozljivka iz leta 2017, delo režiserja Glenna Gersa.